# شوالیه‌های معبد
سربازان مسکین مسیح و معبد سلیمان (لاتین: Pauperes commilitones Christi Templique Solomonici)، یا به اختصار شوالیه‌های معبد (همچنین شوالیه‌های هیکل، شهسواران معبد یا شهسوران پرستشگاه)، گروهی نظامی-مذهبی در تاریخ مسیحیت بود که در قرون وسطی فعالیت می‌کرد. این گروه در سده دوازدهم میلادی برای محافظت از زائران مسیحی در مسیر اورشلیم، گرد هم آمدند. اعضای آن به دلیل خدماتشان امتیازهای ویژه‌ای داشتند و مورد حمایت کلیسا بودند. آن‌ها به داشتن ثروت و قدرت قابل توجه به شهرت رسیدند.

## تاریخچه
این گروه در حدود سال ۱۰۹۹ میلادی توسط کلیسای کاتولیک روم به وجود آمد. در سال ۱۰۹۵ میلادی، پاپ اوربان دوم وعده داد که اگر شوالیه‌های اروپایی در جنگ‌های صلیبی شرکت و اورشلیم را برای مسیحیان فتح کنند، گناهان آن‌ها بخشیده خواهد شد. بسیاری از شوالیه‌ها با پذیرفتن این وعده، روی لباس‌ها و شنل‌های خود نشان صلیب را دوختند و وارد جنگ‌های صلیبی شدند.
هدف این گروه ابتدا شرکت در جنگ‌های صلیبی بود؛ بعدها وظیفه خود را محافظت از زائران در سرزمین فلسطین دانستند اما پس از قتل‌عام در جنگی که مسلمانان به عکا دست یافتند عده کمی از آن‌ها با پول‌های فراوان ساکن نقاط اروپا شدند و با نوعی سیستم بانکداری ثروت زیادی اندوختند. آنقدر قدرت این گروه افزایش پیدا کرد که پاپ کلمنت پنجم و فیلیپ چهارم، پادشاه فرانسه آن‌ها را به بهانه بدعت‌گذاری در دستگاه تفتیش عقاید، بین سال‌های ۱۳۰۷ تا ۱۳۱۴ میلادی محاکمه کردند و همراه با رهبرشان، ژاک دو موله به قتل رسیدند.

### زوال
در اواسط سده دوازدهم میلادی موفقیت‌های صلیبی‌ها رو به زوال گذاشت. مسلمانان به واسطهٔ فرمانروایان خود همانند صلاح‌الدین متحدتر شده و مسیحی‌ها نیز درگیر اختلافات داخلی بودند. اختلاف شوالیه‌های معبد با دو گروه دیگر یعنی شوالیه‌های هوسپیتالر و شوالیه‌های تتونیک طی دهه‌ها باعث تضعیف سیاسی و نظامی مسیحیان شده بود. بعد از شکست‌هایی که شوالیه‌های معبد در نبردهایی همانند نبرد حطین متحمل شدند، اورشلیم در سال ۱۱۸۷ میلادی توسط نیروهای صلاح الدین بازپس گرفته شد.
فریدریش دوم، امپراتور مقدس روم طی جنگ صلیبی ششم و بدون کمک شوالیه‌ها معبد در سال ۱۲۲۹ میلادی اورشلیم را دوباره تصرف کرد ولی سال ۱۲۴۴ میلادی ارتش ایوبیان و خوارزمشاهیان شهر را برای آخرین بار در جنگ‌های صلیبی پس گرفتند.
طی این رویدادها شوالیه‌های معبد مجبور به انتقال مقر فرماندهی خود به بندر عکا شدند. شهری که مقر فرماندهی شوالیه‌های معبد صد سال آینده در آن مستقر بود؛ به هر صورت این شهر نیز در پی شکست‌های مسیحیان در طرطوس و عتلیت به تصرف مسلمانان درآمد. از این رو مقر فرماندهی شوالیه‌ها به لیماسول در قبرس منتقل گردید. همچنین آن‌ها تلاش کردند جزیره کوچک ارواد که در نزدیکی ساحل طرطوس بود را حفظ کنند ولی در سال ۱۳۰۳ شوالیه‌ها طی محاصره ارواد این جزیره را تسلیم ممالیک مصری کردند. با سقوط این جزیره شوالیه‌های معبد آخرین پایگاه خود در سرزمین مقدس را از دست دادند.
بر اثر شکست‌های رخ داده حمایت‌ها از این گروه رو به کاهش نهاد. با این وجود شوالیه‌ها هنوز هم فعالیت‌های اقتصادی خود را در اروپا ادامه دادند. بسیاری از اروپایی‌ها از طریق کار در مزارع و تاکستان‌ها یا استفاده از بانک آن‌ها با شوالیه‌ها در ارتباط بودند.

### دستگیری‌ها، اتهامات و انحلال
در سال ۱۳۰۵ میلادی کلمنت پنجم، به عنوان پاپ کلیسای کاتولیک برگزیده شد. او نامه‌ای برای فرمانده ارشد شوالیه‌های معبد و شوالیه‌های هوسپیتالر نوشت و به آن‌ها پیشنهاد کرد تا با یکدیگر ادغام شوند. با وجود عدم رضایت هر دو فرمانده و پافشاری پاپ، او هر دو فرمانده را در سال ۱۳۰۶ میلادی برای گفتگو به فرانسه دعوت نمود. دو موله، رهبر شوالیه‌های معبد سال ۱۳۰۷ میلادی نزد پاپ رفت و فرمانده هوسپیتالرها با چند ماه تأخیر به آنجا رسید. در این مدت دو موله با پاپ، فیلیپ چهارم، پادشاه فرانسه و صدراعظم او در مورد اتهاماتی که به چند عضو جدا شده از شوالیه‌های معبد زده می‌شد، بحث و گفتگو کردند و به این نتیجه رسیدند که اتهامات نادرست است. با این وجود پاپ نامه‌ای به فیلیپ نوشت و از او تقاضای انجام تحقیقات بیشتر کرد. فیلیپ نیز کلیسا را علیه شوالیه‌ها تحریک نمود.

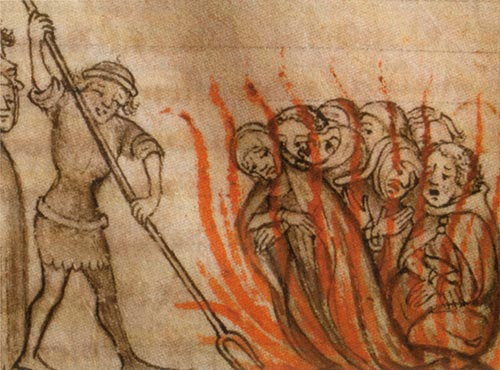
اعدام شوالیه‌های معبد به روش سوزاندن

سرانجام سحرگاه جمعه ۱۳ اکتبر سال ۱۳۰۷ میلادی، فیلیپ چهارم دستور به دستگیری دو موله و تمامی شوالیه‌های معبد ساکن فرانسه داد. این حکم این‌گونه آغاز می‌شد: «خدا خوشحال نیست ما دشمنان ایمان در پادشاهی داریم». (Dieu n'est pas content, nous avons des ennemis de la foi dans le Royaume) بر اساس اعترافات به دست آمده از شوالیه‌های معبد، آن‌ها اعضای تازه‌وارد را مجبور به تف کردن بر روی صلیب، انکار کلیسا و بوسیدن یکدیگر می‌کردند. همچنین گفته می‌شود آن‌ها متهم به بت‌پرستی و بروز دادن رفتارهای همجنسگرایانه بودند. بسیاری از آن‌ها در زیر شکنجه‌ها به اتهامات وارده اعتراف کردند. همچنین آن‌ها به بت‌پرستی، پرستش مجسمه‌های بافومت، سرهای مومیایی شده و اشیای دیگر اعتراف نمودند.
بر اثر پافشاری‌های فیلیپ، پاپ ۲۲ نوامبر سال ۱۳۰۷ میلادی به تمام حاکمان مسیحی دستور داد تا در صورت مشاهدهٔ شوالیه‌های معبد آن‌ها را دستگیر کنند. او در نهایت دستور انحلال این فرقه را صادر کرد.
ژاک دو موله، آخرین فرمانده شوالیه‌های معبد پس از اعتراف زیر شکنجه، در ۱۸ مارس سال ۱۳۱۴ میلادی زنده زنده سوزانده شد. بر اساس روایات تاریخی او در لحظات آخر رو به کلیسای نوتردام کرده و دعا خوانده و در سخنان آخر خود گفته: «خدا می‌داند چه کسی اشتباه کرده و گناهکار است. به زودی یک فاجعه برای کسانی که ما را به مرگ محکوم کرده‌اند، رخ خواهد داد». پاپ کلمنت یک ماه پس از این رخداد درگذشت و فیلیپ چهارم نیز طی همان سال، در اثر حادثه‌ای هنگام شکار کشته شد.
با اعدام شدن دو موله باقی‌مانده شوالیه‌های معبد نیز در سراسر اروپا دستگیر و در دادگاه‌های تفتیش عقاید محاکمه شدند. گفته می‌شود تعدادی از شوالیه‌های معبد بازمانده به فرقه‌های دیگری همانند شوالیه‌های هوسپیتالر پیوستند. باقی‌مانده این شوالیه‌ها با تغییر نام از شوالیه‌های معبد به نشان مسیح و نشان اعظم مسیح توانستند تا سال‌های سال به بقای خود ادامه بدهند.

## میراث شوالیه‌های معبد

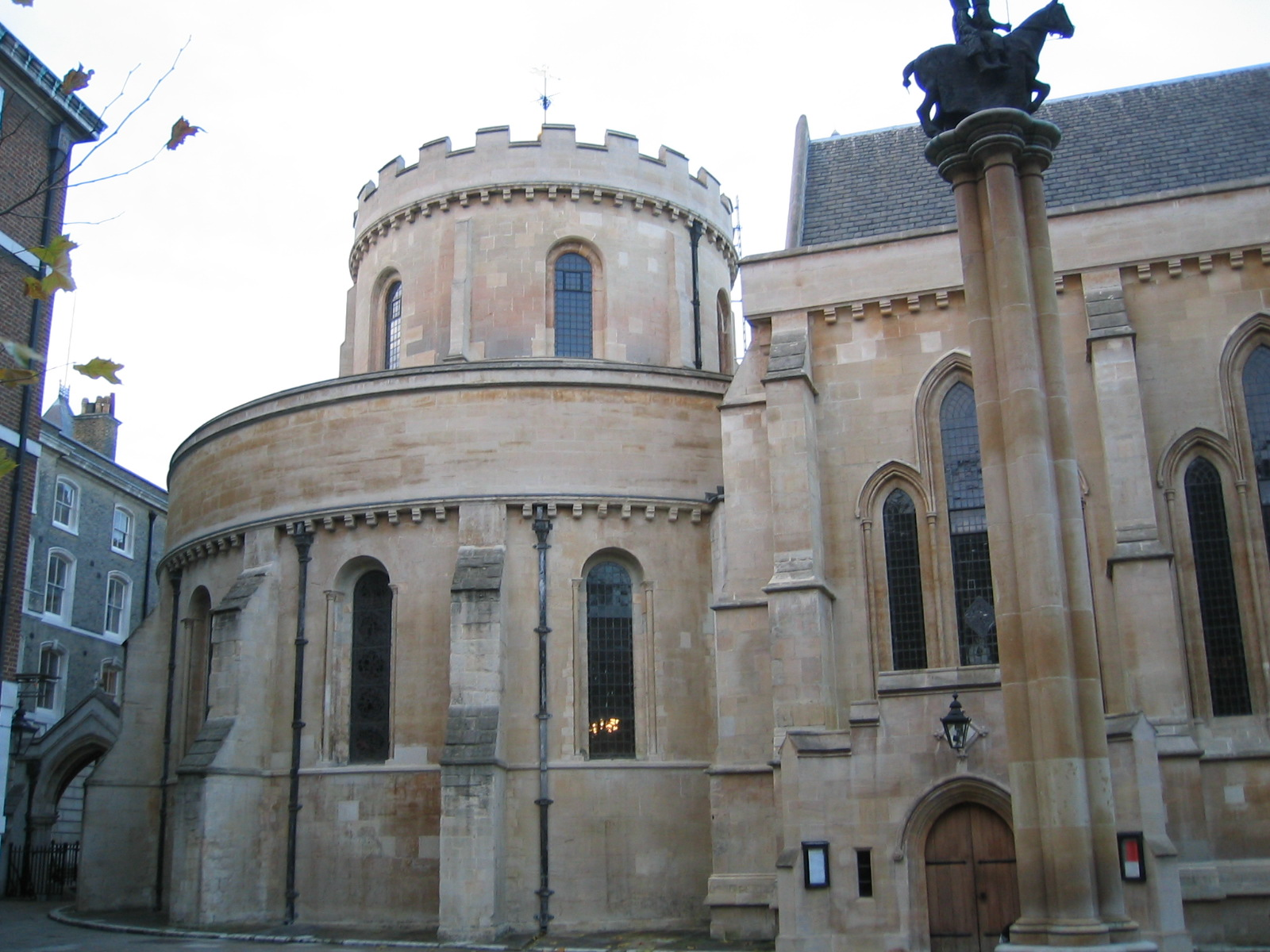
کلیسای تمپل، لندن. این کلیسا در ابتدا به عنوان بنایی جهت اجرای مراسم شوالیه‌های معبد ساخته شد. کلیسای تمپل به عنوان یکی از اماکن توریستی لندن شناخته می‌شود

شوالیه‌های معبد به واسطه قدرت و ثروت عظیم خود بناهای بسیاری را در سراسر اروپا و سرزمین مقدس باقی گذاشتند. بیشتر این سازه‌ها هنوز هم استوارند و در بسیاری از شهرهای اروپا هنوز هم نام "temple" به چشم می‌خورد. از این بین می‌توان دروازه تمپل بار، ایستگاه تمپل و کلیسای تمپل در شهر لندن را نام برد.
نشان ویژه شوالیه‌های معبد که در همه سازه‌های آن‌ها وجود دارد دو سوار کار می‌باشد که بر یک اسب سوارند. این نشان بیانگر فقر شوالیه هاست.

### فرقه‌های امروزی
مبارزات جدی و خشن پاپ علیه شوالیه‌های معبد موجب شد بسیاری از اعضای آن به دیگر فرقه‌ها بپیوندند و اسرار خود را به شکلی مخفیانه بروز دهند. با این وجود هیچ مدرک قابل استنادی به ارتباط شوالیه‌ها با فرقه‌های زمان حال وجود ندارد.

#### فراماسونری
در بین نشان‌های فراماسونری شباهت‌های بسیاری با فرقه‌های قرون وسطایی به چشم می‌خورد. از این بین می‌توان فرقه معبد که از شوالیه‌های معبد و فرقه مالت که از شوالیه‌های هوسپیتالر تأثیر گرفته‌اند را نام برد. برخی از مخالفان فراماسونری اذعان می‌دارند عقاید فراماسونری برگرفته از شوالیه‌های معبدی است که در قرن ۱۴ به اسکاتلند رفتند و رابرت یکم را در نبرد بانوکبرن یاری کردند. این اظهارات به دلیل کمبود مدارک همواره توسط سران فراماسونرها و مورخان تکذیب شده‌است.

## در سینما و هنر
این فرقه در ادبیات و در رمان‌هایی مانند راز داوینچی نیز مورد اشاره قرار گرفتند. گروه معبدنشینان در بازی کیش یک آدم‌کش نیز همین گروه هستند.

## مقالات مرتبط
- شوالیه‌های مالت
- صومعه مسیح (تومار)